# Зарбдор
Зарбдо́р (тадж. Зарбдор) — село у складі Хатлонської області Таджикистану. Адміністративний центр Зарбдорського джамоату Кулобського району.
Назва означає ударник. Колишня назва Лілікуталь.
Населення — 1953 особи (2010; 2242 в 2009).
Через село проходять автошлях Р-23 Ґулістон-Кулоб та залізниця Кургонтеппа-Кулоб.